# Alberndorf (Gemeinde Raabs an der Thaya)
Alberndorf ist eine Ortschaft und eine Katastralgemeinde der Stadtgemeinde Raabs an der Thaya im Bezirk Waidhofen an der Thaya im niederösterreichischen Waldviertel mit 35 Einwohnern (Stand 1. Jänner 2024).

## Geografie
Das rechts hoch über der Mährischen Thaya gelegene Dorf ist über die Landesstraße L8068 erreichbar. Der Ortschaft gehört auch die an der Thaya liegende Holzermühle an. Am 1. April 2020 umfasste die Ortschaft 28 Adressen.

## Geschichte
Der Ortsname leitet sich vom Personennamen Albero ab. Ein Albero von Grassowe wurde um 1200 im Zusammenhang mit der Burg Ödengroßau nachgewiesen. Im Westen des Ortes befand sich früher ein Gutshof. Die heutige Holzermühle hieß bis ins 18. Jahrhundert Zunckhmühle, was auf die Wüstung Zunkendorf verweist.
Im Jahr 1822 wurde der Ort als Dorf mit 26 Häusern genannt, das nach Obergrünbach eingepfarrt war und wohin auch die Kinder eingeschult wurden. Die Herrschaft Drösiedl besaß die Ortsobrigkeit und besorgte die Konskription; die Herrschaft Raabs übte die Landgerichtsbarkeit aus. Über die Untertanen und Grundholde des Ortes verfügten den die Herrschaften Drösiedl, Raabs und Waidhofen. Im Jahr 1938 waren laut Adressbuch von Österreich in Alberndorf ein Gastwirt, ein Schmied, ein Schuster, zwei Trafikanten und mehrere Landwirte ansässig.

## Siedlungsentwicklung
Zum Jahreswechsel 1979/1980 befanden sich in der Katastralgemeinde Alberndorf insgesamt 36 Bauflächen mit 21.410 m² und 42 Gärten auf 21.262 m², 1989/1990 gab es 36 Bauflächen. 1999/2000 war die Zahl der Bauflächen auf 136 angewachsen und 2009/2010 bestanden 79 Gebäude auf 135 Bauflächen.

## Bodennutzung
Die Katastralgemeinde ist landwirtschaftlich geprägt. 248 Hektar wurden zum Jahreswechsel 1979/1980 landwirtschaftlich genutzt und 92 Hektar waren forstwirtschaftlich geführte Waldflächen. 1999/2000 wurde auf 248 Hektar Landwirtschaft betrieben und 92 Hektar waren als forstwirtschaftlich genutzte Flächen ausgewiesen. Ende 2018 waren 247 Hektar als landwirtschaftliche Flächen genutzt und Forstwirtschaft wurde auf 91 Hektar betrieben. Die durchschnittliche Bodenklimazahl von Alberndorf beträgt 37,6 (Stand 2010).